# Toninho Cerezo
Toninho Cerezo (sinh ngày 21 tháng 4 năm 1955) là một cựu cầu thủ và là huấn luyện viên bóng đá người Brasil.

## Đội tuyển bóng đá quốc gia Brasil
Toninho Cerezo thi đấu cho đội tuyển bóng đá quốc gia Brasil từ năm 1977-1985.

## Thống kê sự nghiệp
| Đội tuyển bóng đá Brasil | Đội tuyển bóng đá Brasil | Đội tuyển bóng đá Brasil |
| Năm                      | Trận                     | Bàn                      |
| ------------------------ | ------------------------ | ------------------------ |
| 1977                     | 11                       | 2                        |
| 1978                     | 11                       | 0                        |
| 1979                     | 2                        | 0                        |
| 1980                     | 6                        | 1                        |
| 1981                     | 13                       | 2                        |
| 1982                     | 9                        | 0                        |
| 1983                     | 0                        | 0                        |
| 1984                     | 0                        | 0                        |
| 1985                     | 5                        | 0                        |
| Tổng cộng                | 57                       | 5                        |